# Провокация (альбом)
«Провокация» — совместный альбом российского рэп-исполнителя Лигалайза и пражской рэп-группы П-13 (Молодой и Danny B.), выпущенный 13 декабря 2003 года на лейбле «Интеллигентный Хулиган Productions»/«D&D Music».
Альбом состоит из 13 песен и был записан в период с 2002 по 2003 год на пражской домашней студии «Psycho Lab» и на московской студии «D&D Music». В записи песни «К.Н.Б.» принял участие рэпер С.О.Макъ из группы Ю.Г. Музыку для альбома создали Лигалайз и Молодой при содействии хип-хоп диджеев (DJ Tonik, DJ LA, DJ Shooroop и DJ Nik-One), гитариста группы Маша и Медведи, Максима Хомича, а также бас-гитариста Улана Ахметова.

## П-13
В январе 2001 года Лигалайз уехал из Москвы, оставив прощальную записку, в которой отрекался от себя прежнего и лишал себя права голоса в российском хип-хопе. Как позже выяснилось, он на полтора года уехал в Прагу в связи с тем, что Влад Валов «попытался его эксплуатировать».
В Праге Лигалайз познакомился с двумя рэп-исполнителями, Антоном «Молодой» Ионовым и Денисом «Danny B.» Березиным. К тому времени Молодой и Danny B. уже несколько лет записывали рэп как группа Psycho MC’s и были известны в интернет-сети как подающие надежды, независимые хип-хоп артисты, представляющие русский рэп из Европы.
По словам Антона «Молодого» Ионова, с Лигалайзом он познакомился через его брата, живущего с отцом в Чехии:
Лига приехал в Прагу отойти от бурной деятельности в Альянсе. Его отец — химик, живёт в Чехии. Я давно был знаком с братом Андрея, через него мы познакомились.
Результатом их случайного знакомства стал совместный проект «П-13». «Прага 13» — это название района в Праге, наиболее заселённого русскими людьми. Позже был записан первый совместный трек «Без извинений». А через некоторое время Лигалайз предлагает группе Psycho MC’s придумать припев к их новой песне — «Я знаю людей…». Композиция стала заглавной темой альбома и представляет собой философскую сагу о жизни спальных районов большого города.

## Провокация
Летом 2002 года Лигалайз вернулся в Москву вместе с группой П-13. Их первое выступление состоялось на ежегодном спортивно-музыкальном фестивале «Adidas Streetball Challenge» 13 сентября 2002 года. Осенью 2002 года Лигалайз подписывает контракт на выпуск альбома с лейблом D&D Music, новой компании Александра Толмацкого. В декабре 2002 года Лигалайз и «П-13» выступили на первом фестивале «Наши люди» и сорвали овации московской публики. Во время исполнения песни «Я знаю людей…» зрители осветили тёмный зал огнями сотен зажигалок, тем самым приняв возвращение своего героя, а с ним и приход его молодых коллег.
Премьера песни «Я знаю людей…» состоялась в седьмом выпуске хип-хоп передачи «Фристайл» на «Нашем Радио» 25 марта 2003 года. Видеоклип на эту песню, снятый летом в Праге и Москве, попал в ротацию телеканала «MTV Россия» 29 октября 2003 года.
В 2003 году две песни П-13 с альбома «Провокация» («Пражские будни: Паровозы, колёса, дороги…» и «Я знаю людей…») вошли в компиляцию «East Side Unia Vol. III» — самый значительный сборник восточноевропейского рэпа, который выходит раз в год и собирает песни лучших рэп-групп из Чехии, Польши, Словакии и других стран. Русский рэп был впервые представлен на этой компиляции. 19 апреля Лига и П-13 выступили в Чехии на презентации сборника. Летом и осенью 2003 года Лигалайз и П-13 проводят концерты в Праге, Брно и Братиславе.
В 2003 году Лигалайз заявил о создании собственного лейбла «Интеллигентный Хулиган Productions», на котором и вышел альбом. Его назвали «Провокация» в честь одноимённого трека, в котором все слова начинаются на заглавную букву названия группы — «П». Презентация альбома «Провокация» состоялась в московском развлекательном комплексе «Арлекино» 13 декабря 2003 года. В презентации пластинки, помимо главных героев, приняли участие ДеЦл, Карина Сербина, Томми и другие коллеги рэперов.
17 декабря 2003 года московско-пражский союз «Лигалайз и П-13» выступил с песнями «П-ровокация» и «Я знаю людей…» на втором по счёту фестивале «Наши люди» в Лужниках. Во время исполнения песни «Я знаю людей…» сотни зажигалок мерцали в темноте огромного зала. В первой половине декабря лейблом Respect Production был выпущен сборник «Наши люди-2003», на котором оказалась песня «Искус».
После успешного релиза альбома в России группа принимает решение издать альбом в Чехии. 21 марта 2004 года на лейбле Maddrum Records вышел компакт-диск «Provokace» с новым буклетом на чешском языке.

## Доктор Блеф
Возвращение Лигалайза получилось громким. Он вернул к себе интерес публики громким дисреспектом в адрес своего бывшего напарника Влада Валова. Трек «Доктор Блеф», адресованный Шеff’у, вызвал большой резонанс, поскольку содержит очень серьёзные обвинения, и не имеет аналогов среди прочих диссов в российском хип-хопе. «Ответ» Шефa, появившийся позже, на фоне трека Лиги имел бледный вид. 5 апреля 2003 года на выступлении Легального Бизне$$а в одном из клубов Лигалайз кинул дисс в сторону главы лейбла «100%», Мастера ШЕFFа, в котором жёстко опустил Влада Валова. Трек «Dr. BleFF» был выложен на официальном сайте группы «Братья Наличные». Эта тема вызвала нешуточные обсуждения среди хип-хоп голов на предмет возможного дальнейшего варианта развития. 30 апреля Влад Валов выпустил ответный трек «Зачем, милая?» и адресован он был не только Лиге, но и Александру Толмацкому. 27 мая после ответного трека Лигалайз решил опубликовать свой ответ – «свою реакцию», где он упомянул, что «LA» участвовал в создании музыки для трека «Dr. BleFF». Этот дисс был  ещё более жёстким и откровенно хамским, в нём Лига перешёл на личности и прямые оскорбления Валова. Ответа от Валова на дисс "Реакция" не последовало. 

## Критика
В 2004 году главный редактор сайта Rap.Ru, Андрей Никитин, обратил внимание, что при записи альбома Лигалайзу удалось найти верную пропорцию в сочетании Лига/П-13:
На «Провокации» Лига очень тонко чувствует момент, когда нужно уйти в тень, чтобы альбом не превратился в сольник Лигалайза. Его партнёры не тушуются на фоне именитого коллеги, демонстрируя убедительно самобытный стайл. У Дэнни Би низкий, словно сорванный голос и своеобразная манера. Молодого всегда можно узнать по читке с ударением на два слога в слове, со специфическим растягом ударной гласной. Продакшн на альбоме — дело рук Молодого и Лиги, не считая двух мощнейших хитов от ветеранов LA и Shooroop («Паровозы, колёса, дороги» и «Камень, ножницы, бумага»).
В 2007 году главный редактор русскоязычной версии американского журнала Billboard, Валерий Постернак, охарактеризовал проект как «возвращение к корням времён D.O.B., в то же время переосмысленным и выведенным на новый качественный уровень, отход от позиций, наработанных в Bad B. Альянсе, а главное до сих пор актуальный андеграунд материал, как ни странно, ставший стартовой площадкой для того Лигалайза, которого мы знаем теперь».
В 2007 году главный редактор сайта Rap.Ru, Андрей Никитин, назвал главные альбомы русского рэпа, повлиявшие на развитие жанра с 1990 по 2006 год. Альбом «Провокация» был назван главным альбомом 2003 года:
Год, когда количество категорически не шло в качество. Сильные и равноценные релизы, среди которых непросто отдать пальму первенства кому-то одному. «Провокация» выглядит несколько разбалансированным альбомом, всё-таки очень уж велика была разность потенциалов его создателей. И всё-таки это в известном смысле альбом-возвращение Лигалайза, которому предшествовал самый заметный бифф в истории русского рэпа.

## Награды
- В 2004 году альбом Лигалайза и П-13 «Провокация» победил в номинациях «Лучший альбом 2003 года» и «Лучший дебют 2003 года» на первой ежегодной церемонии «Hip-Hop.Ru Awards 2003» по результатам голосования пользователей сайта Hip-Hop.Ru. А видеоклип на песню «Я знаю людей» занял второе место в номинации «Клип года 2003»[22].

## Чарты и ротации
В 2003 году песни «Я знаю людей…», «Пражские будни» и «П-ровокация» прозвучали в хип-хоп передаче «Фристайл» на «Нашем Радио».
По данным интернет-проекта Moskva.FM, песня «Я знаю людей…» была в ротации российской радиостанции «Радио NEXT» с 2007 по 2010 год, где её послушали две тысячи раз.

## Список композиций
| №   | Название                      | Музыка             | Длительность |
| --- | ----------------------------- | ------------------ | ------------ |
| 1.  | «Интро»                       |                    | 0:21         |
| 2.  | «П-ровокация»                 | Молодой и DJ Tonik | 4:11         |
| 3.  | «Без извинений»               | Лигалайз           | 4:00         |
| 4.  | «Я знаю людей…»               | Молодой и DJ Tonik | 4:39         |
| 5.  | «Искус»                       | Лигалайз           | 4:26         |
| 6.  | «Тоска о потерянном рае»      | Молодой и DJ Tonik | 3:52         |
| 7.  | «Паровозы, колёса, дороги…»   | DJ LA              | 4:38         |
| 8.  | «Баста»                       | Молодой            | 0:42         |
| 9.  | «Ты гонишь»                   | Лигалайз           | 4:18         |
| 10. | «Рабы рифмы 2003»             | Лигалайз и Молодой | 5:14         |
| 11. | «Зри в корень»                | Молодой            | 5:52         |
| 12. | «К.Н.Б.» (участвует С.О.Макъ) | DJ Shooroop        | 4:50         |
| 13. | «Аутро»                       |                    | 0:22         |

| №   | Название                | Музыка         | Длительность |
| --- | ----------------------- | -------------- | ------------ |
| 14. | «Я знаю людей… (remix)» | Da Boogie DJ's | 6:15         |
| 15. | «Dr. Bleff»             | DJ LA          | 4:12         |
| 16. | «Реакция»               | Лигалайз       | 4:01         |

## Участники записи
По данным отсканированного буклета альбома:
- Лигалайз — исполнитель (2-12), музыка (3, 5, 9, 10), слова (2-12), припевы (3, 4, 7, 9, 10, 11, 12)
- Молодой — исполнитель (2-12), музыка (2, 4, 6, 8, 10, 11), слова (2-12), припевы (2, 9)
- Danny B. — исполнитель (2-12), слова (2-12)
- С.О.Макъ — исполнитель (12), слова (12), припевы (12)
- DJ Tonik — музыка (2, 4, 6), скретч (4)
- DJ LA — музыка (7), скретч (7)
- DJ Shooroop — музыка (12), сведение и мастеринг на студии звукозаписи «D&D Music» (2003)
- Улан Ахметов — бас-гитара (2, 4, 9, 11)
- Макс Хомич — гитара
- DJ Nik-One — скретч (3, 9)
- A. Martin (2Many Project) — дизайн (3, 9)
- Михаил Шеба — фотография